# Zryczałtowany podatek od wartości sprzedanej produkcji
Zryczałtowany podatek od wartości sprzedanej produkcji – podatek obciążający niektóre dochody lub przychody osiągane przez przedsiębiorców okrętowych. Wprowadzony ustawą z dnia 6 lipca 2016 r. o aktywizacji przemysłu okrętowego i przemysłów komplementarnych. Przy wyborze tej formy opodatkowania, dochody (przychody) opodatkowane zryczałtowanym podatkiem nie podlegają opodatkowaniu podatkiem dochodowym. Zryczałtowany podatek wynosi 1% podstawy opodatkowania.